# Si la vie est cadeau
Chansons représentant le Luxembourg au Concours Eurovision de la chanson
Cours après le temps
(1982) 100 % d'amour
(1984)
Chansons ayant remporté le Concours Eurovision de la chanson
 Ein bißchen Frieden
(1982)  Diggi-Loo Diggi-Ley
(1984)
Si la vie est cadeau est la chanson gagnante du Concours Eurovision de la chanson 1983 interprétée par la chanteuse française Corinne Hermès, qui représentait cette année le Luxembourg (après avoir raté sa sélection pour la France…) et marque ainsi la cinquième et dernière victoire du Luxembourg à ce jour.
Corinne Hermès a également enregistré la chanson en allemand sous le titre de Liebe gibt und nimmt (« L'amour donne et prend ») et en anglais sous le titre de Words of Love (« Mots d'amour »).

Les Producteurs " Haïm Saban et Jean-Pierre Millers " sont à l'origine de cette performance.[réf. souhaitée]
REPRISE 
La chanson a été interprétée en 2015 par l'artiste allemande 
" ANNI PERKA "

## Thème des paroles
Le texte de la chanson, nostalgique, évoque une histoire d'amour terminée, et le second couplet un avortement (l'enfant qui n'est pas là ...) Le refrain parle de « cadeau volé », repris : « le bonheur est trop court. »

## À l'Eurovision
Elle est intégralement interprétée en français, une des langues nationales du Luxembourg, comme l'impose la règle entre 1976 et 1999. L'orchestre est dirigé par Michel Bernholc.
Il s'agit de la vingtième et dernière chanson interprétée lors de la soirée, après Pas de deux qui représentaient la Belgique avec Rendez-vous. À l'issue du vote, elle a obtenu 142 points, se classant 1re sur 20 chansons,.

## Liste des titres
Singles de Corinne Hermès
Le Blouson gris
(1979) Vivre à deux
(1983)
 France 45 tours
Toutes les paroles sont écrites par Alain Garcia, toute la musique est composée par Jean-Pierre Millers.
| No | Titre                                                                         | Durée |
| -- | ----------------------------------------------------------------------------- | ----- |
| 1. | Si la vie est cadeau (chanson représentant le Luxembourg à l'Eurovision 1983) | 3:05  |
| 2. | Pour un jour de toi                                                           | 3:45  |

- Accompagnée par Michel Bernholc et son orchestre

 Allemagne 45 tours
| No | Titre                | Durée |
| -- | -------------------- | ----- |
| 1. | Liebe gibt und nimmt | 3:05  |
| 2. | Words of love        | 3:05  |

## Classements
| Classement (1983)                      | Meilleure position |
| -------------------------------------- | ------------------ |
| Allemagne (Media Control AG)           | 67                 |
| Belgique (Flandre Ultratop 50 Singles) | 3                  |
| France (IFOP)                          | 4                  |
| Irlande[réf. nécessaire]               | 12                 |
| Pays-Bas (Nederlandse Top 40)          | 19                 |
| Pays-Bas (Single Top 100)              | 31                 |
| Suède (Sverigetopplistan)              | 13                 |
| Suisse (Schweizer Hitparade)           | 14                 |